# Міністерство оборони Боснії і Герцеговини
Міністерство оборони Боснії і Герцеговини (босн. Ministarstvo odbrane Bosne i Hercegovine, серб. Министарство одбране Босне и Херцеговине, хорв. Ministarstvo obrane Bosne i Hercegovine) — урядове відомство, відповідальне за Збройні сили Боснії і Герцеговини та захист держави від вторгнення і погроз.

## Історія
З 1963 до 1992 року в тодішній Соціалістичній Федеративній Республіці Югославія, складовою частиною якої була Соціалістична Республіка Боснія і Герцеговина, існував Союзний секретаріат народної оборони (сербохорв. Savezni sekretarijat za narodnu obranu), який керував єдиними для всієї федерації збройними силами Югославії, а на території Боснії та Герцеговини діяв його структурний підрозділ — Республіканський секретаріат народної оборони СР Боснії і Герцеговини, в розпорядженні якого була лише територіальна оборона Боснії і Герцеговини.
Після оголошення незалежності Боснії та Герцеговини від Югославії 1992 року було утворено Міністерство оборони Республіки Боснія і Герцеговина, а його першим міністром було призначено Муніба Бисича, який мав у своєму розпорядженні новостворену Армію Республіки Боснія і Герцеговина. Це міністерство відіграло ключову роль в обороні Боснії та Герцеговини від агресорів і воєнізованих підрозділів усередині та поза межами Боснії і Герцеговини в часи Боснійської війни. На додачу до Міністерства оборони Республіки Боснія і Герцеговина на території цієї країни існували ще два міністерства оборони — Республіки Сербської та Герцег-Босни.
Після підписання Дейтонських угод і закінчення Боснійської війни залишилися тільки два війська, адже Армія Республіки Боснії і Герцеговини та Хорватська рада оборони злилися в Армію Федерації Боснії і Герцеговини. Тим самим Міністерство оборони Республіки Боснія і Герцеговина та Міністерство оборони Герцег-Босни об'єдналися у Міністерство оборони Федерації Боснії і Герцеговини.
Десять років потому, 1 грудня 2005 року, шляхом злиття Армії Федерації Боснії і Герцеговини та Армії Республіки Сербської було утворено Збройні сили Боснії і Герцеговини — таким чином Міністерство оборони Федерації Боснії і Герцеговини та Міністерство оборони Республіки Сербської об'єдналися у Міністерство оборони Боснії та Герцеговини.
З 23 грудня 2019 року посаду міністра оборони Боснії і Герцеговини обіймає Сіфет Поджич (від партії Демократичний фронт).